# Малек Муат
Малек Муат (рођен 10. августа 1981. у Медини, Саудијска Арабија) је професионални фудбалер и репрезентативац Саудијске Арабије који наступа у фудбалском клубу Ал Ахри из Саудијске Арабије.
Маркос Пакета селектор репрезентације Саудијске Арабије уврстио је Малека Муата у тим за Светско првенство у фудбалу 2006. у Немачкој. Малек Муат игра на позицији нападача.